# Problema de valor sobre o contorno
Em matemática, no ramo de equações diferenciais, um problema de valor sobre o contorno é um sistema de equações diferenciais provido de um conjunto de restrições adicionais, as chamadas condições de contorno ou condições de fronteira. Uma solução para um problema de valor sobre o contorno é a solução do sistema de equações diferenciais que satisfaz as condições de contorno.
Problemas de valor sobre o contorno surgem em diversos ramos da física. Problemas envolvendo a equação de onda, bem como a determinação dos modos normais, são frequentementes classificados como problemas de valor sobre o contorno. Um vasta classe de fundamentais problemas de valores sobre o contorno são os problemas de Sturm-Liouville. A análise destes problemas envolve as autofunções do operador diferencial.
Para que seja útil em aplicações, um problema de valor sobre o contorno deve ser bem posto. Isto é, estabelecidas determinadas condições para o problema, haverá então solução única, que depende continuamente das condições envolvidas.
Entre os primeiros problemas de valor sobre o contorno estudados está o problema de Dirichlet de encontrar funções harmônicas (soluções da equação de Laplace); a solução é determinada pelo princípio de Dirichlet.